# قصر مرمر
قصر مرمر (بالفارسية: کاخ مرمر) هو قصر تاريخي يعود إلى عصر الدولة البهلوية، ويقع في طهران.